# Anthonie van der Heim
Anthonie van der Heim (ur. 28 listopada 1693 w Hadze, zm. 17 lipca 1746 w Hertogenbosch) – polityk holenderski z XVIII wieku. Wielki pensjonariusz Holandii od 4 kwietnia 1737 do 17 lipca 1745. Wcześniej jego protektorem był Anthonie Heinsius, jeden z poprzednich wielkich pensjonariuszy.

## Życiorys
W latach 1709–1711 studiował prawo na uniwersytecie w Lejdzie. W latach 1727–1737 był skarbnikiem generalnym (Thesaurier-generaal) Republiki. W grudniu porozumiał się z politykami: Johanem Hendrikiem van Wassenaer-Obdamem (przywódcą stanu rycerskiego prowincji Holandii), Lieve'em Geelvinckiem (burmistrzem Amsterdamu) i François Teresteijnem van Halewijnem (burmistrzem Dordrechtu), dzięki czemu został wybrany wielkim pensjonariuszem Holandii po śmierci Slingelandta.
Uchodził za bardzo niezdecydowanego wielkiego pensjonariusza i w ogóle polityka, co doprowadziło do napięć międzynarodowych. W czasie sprawowania najwyższego stanowiska w prowincji Holandii, jego zdrowie bardzo się pogorszyło, i tak w 1746 musiał pojechać do sanatorium. Podczas jego nieobecności jego funkcję pełnił tymczasowo Willem Buys. Van der Heim zmarł na zawał serca 17 lipca 1746.
Jego żoną była Catharina van der Waeyen. Z tego małżeństwa pochodziły dwie córki:
- Catharina van der Heim (1729–1771), której mężem został baron Jacob Arent van Wassenaar van Duyvensvoorde (1721–1767),
- Herbertina van der Heim (1731–1798), której mężem został Gerlach Jan van der Does (1732–1810).